# Сухий Яр (заказник)
Су́хий Яр — загальнозоологічний заказник місцевого значення, розташований у межах Зіньківського району Полтавської області, поблизу села Лютенські Будища, на захід від міста Зінкова.
Статус заказника надано рішенням Полтавської обласної ради від 27 жовтня 1994 року. Площа природоохоронної території становить 18,6 га.
Охороняється система балкових утворень з угрупованнями лучного степу, представлена багатою флорою та різноманітною фауною. Територія є місцем поселення байбаків.
У рослинному покриві домінує тонконіг вузьколистий. На верхівках схилів трапляються фрагменти угруповань ковили волосистої, а також ростуть шавлія поникла, жовтець багатоквітковий, жовтець іллірійський, дивина фіолетова, вероніка рання. У зниженнях балки зростають шавлія лучна та звіробій звичайний.
Серед рідкісних видів тут зустрічаються: відкасник Біберштейна, сон чорніючий, фіалка піскова, юринея верболиста, піщанка довголиста, переломник видовжений.
У розширеній частині балки з норами байбаків трав’яний покрив менш щільний. Тут переважають полин австрійський, цмин пісковий, нечуй-вітер волохатенький.